# 柳石明
柳石明（1938年—2017年8月8日）原籍山东，生于北京，中华人民共和国男高音歌唱家，国家一级演员。

## 生平
1938年生于北京。幼年身体孱弱，5岁才开口说话。柳石明小时候爱听收音机，有一天听收音机播放刘宝全的《大西厢》，柳石明跟着唱起来。1958年，柳石明同时考上了外语学院与中央戏剧学院，他选择进入中央戏剧学院表演系学习，从此走上文艺道路。在校期间，开始学习话剧表演，同时跟姜蝶学了四年声乐。1962年，自中央戏剧学院表演系毕业，被分配到中央实验歌剧院任歌剧演、独唱演员。后来师从中央音乐学院姜家祥教授。
1962年，歌唱家郭兰英要演歌剧《白毛女》，而郭兰英的原搭档年事已高，乃将柳石明调入中国歌剧舞剧院，他由此成为新一代杨白劳的扮演者。此后他和郭兰英合作二十余年，先后合作演出《小二黑结婚》、《白毛女》、《窦娥冤》、《青山长在》、《郭兰英歌剧片断晚会》等大型民族歌剧。郭兰英告别舞台时演出的四个歌剧片断：《小二黑结婚》、《白毛女》、《窦娥冤》、《刘胡兰》，都是由柳石明搭档演出。其间柳石明随中央音乐学院王福增教授系统学习西洋美声唱法。
随着郭兰英退出歌剧舞台，柳石明转型演唱歌曲。1985年，作曲家吕远为电视剧《木鱼石的传说》主题歌《一个美丽的传说》谱曲，吕远在谱曲时便想好请柳石明来演唱。柳石明演唱的《一个美丽的传说》随电视剧播出后，受到观众热烈欢迎，由此成为他的成名作。后来柳石明享受国务院政府特殊津贴，是中国音乐家协会会员、中国少数民族音乐协会会员、中国声乐家协会会员。他还是中国农工民主党第十二届中央委员。
晚年柳石明患前列腺癌、骨癌很多年，但他年过八旬依然在举办画展、坚持演出。
2017年8月8日，柳石明在北京友谊医院病逝，享年80岁。

## 作品
柳石明的演唱明亮甜润，吐字清晰，韵味醇厚。他对京剧、京韵大鼓等戏曲曲艺、各地民歌都有研究。擅长演唱陕北民歌如《有吃有穿》、《横山上下来些游击队》。他演唱的东北民歌《丢戒指》、新疆民歌《达坂城的姑娘》、四川民歌《好久没到这方来》等民歌也都很吸引观众。京韵大鼓宗师骆玉笙曾向他传授《重整河山待后生》。叙利亚民歌《你呀你呀》是他的保留曲目。
柳石明为电视台、电台、音像公司录制过百余首歌曲及歌剧片段，曾为《木鱼石的传说》、《玉碎宫倾》、《爱新觉罗·浩》等电影、电视剧配唱插曲。
柳石明在歌剧《窦娥冤》中饰演窦天章，获中华人民共和国文化部颁发的表演奖和优秀奖。在《郭兰英歌剧片断》晚会中的表演，获中华人民共和国文化部颁发的表演一等奖。1991年在《歌剧片断》晚会中的表演，获中华人民共和国文化部颁发的特别奖。柳石明演唱并录制的《一个美丽的传说》获中国影视协会颁发的新时期影视优秀歌曲金奖及中华全国青年联合会评选的青年最喜爱的歌曲一等奖。他演唱的《故乡的椰子树》曾被全国十多家广播电台当作每周一歌播放。
中国唱片总公司、上海声像出版社、广州太平洋唱片公司、广州白天鹅音像公司等音像公司曾为柳石明出版多张专辑与合辑。中国唱片总公司还将柳石明列入“20世纪中华歌坛名人百集”。中华人民共和国公安部华盛音像出版社出版了柳石明主讲的《民族声乐发声法》。中央电视台、中央人民广播电台、北京人民广播电台、山东电视台、天津人民广播电台、吉林人民广播电台等媒体为柳石明制作过多套专题节目。
柳石明参加过中央电视台文化部春节晚会、元旦晚会、《放歌九十年》、《歌声飘过六十年》、《激情广场》等晚会。在大型音乐舞蹈史诗《中国革命之歌》中，他和李谷一在《北方号角》一场中合演“观灯”。他还曾到美国、俄罗斯、白俄罗斯、日本、越南等国演出。
柳石明还从事声乐教育工作。男高音歌唱家聂建华、书画家程风子等人是他的学生。